# Lee Dong-hae
Lee Dong-hae (kor. 이동해, ur. 15 października 1986 w Mokpo) – piosenkarz, tancerz, aktor; członek koreańskiego boysbandu Super Junior. Jest członkiem jednej subgrupy, Super Junior M. W 2001 r. zdobył pierwsze miejsce w 3rd SM Youth Best Selection Best Outward Appearance .